# Orville Freeman
Orville Lothrop Freeman, ameriški častnik in politik, * 9. maj 1918, Minneapolis, Minnesota, † 20. februar 2003, Minneapolis, Minnesota.
Freeman je bil 29. guverner Minnesote (1955-1961) in sekretar ZDA za kmetijstvo (1961-1969).
1. 1 2  SNAC — 2010.
2. 1 2  Find a Grave — 1996.
3. 1 2  Munzinger Personen